# Горобец, Борис Валентинович
 Борис Валентинович Горобец  (24 апреля 1928 — 7 ноября 2015) — советский и российский инженер в системе атомной промышленности, кандидат технических наук (1971); Заслуженный машиностроитель Российской Федерации (1998). Лауреат Государственной премии СССР (1969).
Руководитель Главного управления производства ядерных боеприпасов МСМ СССР—МАЭ РФ (1986—1995).

## Биография
Родился 24 апреля 1928 года в городе Самарканде Узбекской ССР. После окончания школы поступил в Среднеазиатский политехнический институт, который окончил в 1950 году по специальности инженер.
С  1950 года  работал на  Комбинате № 817, инженером-механиком  на  первом   уран-графитовом реакторе  и на  тяжеловодном реакторе  в городе  Челябинск-40.
С  1954 года   работал в городе Златоуст 20 на Приборостроительном заводе МСМ СССР — начальником сборочного цеха, начальником производственно-диспетчерского отдела,  с  1964 года  главным инженером ПСЗ. В   1971 году  Указом Президиума Верховного Совета СССР — за высокие показатели производства ядерных боеприпасов, Приборостроительный завод  был награждён орденом Ленина.
С  1978 года  Горобец был назначен заместителем начальника, а с  1986 года  начальником  Шестого Главного управления  МСМ СССР, с  1989 года  Главного управления производства ядерных боеприпасов МАЭП СССР и  Министерства Российской Федерации по атомной энергии.
С  1995 года назначен советником министра Минатома России.
7 ноября 2015 года скончался в московской больнице после продолжительной болезни Похоронен на Троекуровском кладбище.

## Награды
- Заслуженный машиностроитель Российской Федерации (1998) [1];
- Лауреат Государственной премии СССР (1969 год);
- Орден Знак Почета;
- Три  ордена Трудового Красного Знамени;
- Орден Октябрьской Революции;
- Орден Ленина
  - Медали.
- Почетный гражданин города Трёхгорный